# Salut
Salut (af latin: salutare) er affyring af en række løse skud fra kanoner eller andre skydevåben som en hilsen, der tilkendegiver respekt for nationalflag eller højtstående personer som statsoverhoveder, kongelige og militærpersoner, og ved særlige festlige lejligheder.
Reglerne for salutering er stort set internationale. Antallet af skud og pausen mellem dem er afhængigt af anledningen.

## Historie
Skikken med salut opstod til søs. Når to orlogsskibe af forskellig nationalitet mødtes til søs, eller skibene skulle i havn, skød de deres kanoner tomme, for at vise at de havde fredelige hensigter, og således blev salutten et symbol på fred. Efterhånden som kanonerne kunne aflades manuelt, blev afskydning afskaffet, men da skibene fortsat ønskede at tilkendegive deres fredelige hensigter, blev salutering indført som hilsen.
Historisk har afgivelsen af kanonsalut været et signal om en stor begivenhed.
Af andre former for salut kan nævnes honnør, hævet knytnæve, nazi-, fascisthilsen (strakt arm), hilsen med sabel og kårde etc.

## Salutering i Danmark
I Danmark saluteres der fra orlogsfartøjer, Batteriet Sixtus på Holmen i København, Flagbastionen på Kronborg Slot i Helsingør og Marinestation Grønnedal i Kangilinnguit i Vestgrønland.
Der affyres salut ved følgende lejligheder:
- Dronningens fødselsdag 5. februar (27 skud)
- Dronning Margrethes fødselsdag 16. april (27 skud)
- Kongens fødselsdag 26. maj (27 skud)
- Fødsler i kongehuset (21 skud). Fødes barnet inden kl. 12.00, afgives salut samme dag kl. 12.00. Fødes barnet efter kl. 12.00, afgives salut næste dag kl. 12.00.[1]
- Begravelser i kongehuset: sørgesalut af 3 gange 27 skud med 30 sekunders mellemrum.

Herudover affyres der salut ved særlige lejligheder som statsbesøg, flådebesøg og regentens officielle ombordstigning på Kongeskibet Dannebrog.

## Medier
- Kanonsalut på seks skud den 4. december 2005 for at markere fødslen af den norske prins Sverre Magnus dagen forinden.
- Kanonsalut den 5. maj 2009 ved Sanam Luang, Bangkok, Thailand for at markere kong Rama 9. af Thailands kroningsdag.